# Spjellerup Sogn
Spjellerup Sogn er et sogn i Tryggevælde Provsti (Roskilde Stift).
I 1800-tallet var Smerup Sogn fra Stevns Herred anneks til Spjellerup Sogn fra Fakse Herred. Begge herreder lå i Præstø Amt. De to sogne dannede sognekommune hen over herredsgrænsen. Ved kommunalreformen i 1970 blev Spjellerup-Smerup indlemmet i Fakse Kommune.
I Spjellerup Sogn ligger Spjellerup Kirke.
I sognet findes følgende autoriserede stednavne:
- Lille Spjellerup (bebyggelse, ejerlav)
- Maglemose (bebyggelse)
- Skuderup (bebyggelse)
- Store Spjellerup (bebyggelse, ejerlav)